# Renato Silva (futebolista)
Renato Assis da Silva, mais conhecido como Renato Silva (Colinas do Tocantins, 26 de julho de 1983), é um ex-futebolista brasileiro que atuava como zagueiro. 
Ganhou destaque no futebol carioca por ser um dos poucos jogadores que defenderam os 4 grandes clubes do Rio de Janeiro.

## Carreira
Renato Silva começou sua carreira profissional no Goiás, em 2003. Na época, também chegou a participar da seleção brasileira sub-20.

### Belenenses
Em seguida, já em 2004, transferiu-se para o futebol português, aonde defendeu o Belenenses. Um ano mais tarde, porém, retornava ao Brasil, vestindo a camisa do Flamengo.
No início de 2007, após dois anos seguidos no Flamengo, onde era titular costumeiramente, Renato Silva decidiu trocar de clube e, após uma série de negociações com outras equipes, foi jogar no Fluminense e por lá ficou por pouco tempo, logo transferindo-se para o Botafogo a pedido do técnico Cuca, com quem tinha trabalhado no Goiás em 2003. No Botafogo, em seu primeiro ano, ajudou o time a fazer uma boa temporada.

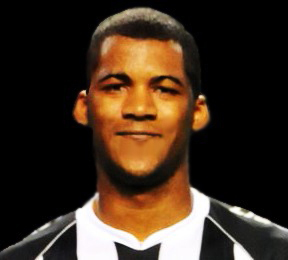
Renato Silva no Botafogo na temporada 2008.

No Carioca de 2008, Renato Silva começou a temporada, jogando um bom futebol, firmou-se como titular. A boa fase, então, logo repercutiu em especulações de que o Schalke 04, clube alemão, estaria interessado em contratá-lo.
Desfeitas essas especulações, a redenção definitiva de Renato acabaria acontecendo na final da Taça Rio, quando ele marcou o gol do título alvinegro, em cima do seu ex clube, o Fluminense. Aos poucos, o jogador foi recuperando o futebol de outrora e ganhando a confiança da torcida. Na partida em que o Botafogo foi eliminado da Copa Sul-Americana 2008 para o Estudiantes de La Plata, o zagueiro foi ovacionado pela torcida, no Engenhão, devido a sua vibrante atuação.

### São Paulo
Em dezembro de 2008, o São Paulo, anunciou sua contratação por 4 anos. No tricolor paulista, Renato Silva compôs elenco e atuou por 79 partidas e marcou 2 gols. Em Janeiro de 2011, acerta com o Shandong Luneng Taishan, da China aonde permanece por cerca de 6 meses.

### Vasco da Gama
Em 4 de Julho de 2011, acerta a sua volta ao futebol do Rio de Janeiro, jogando dessa vez pelo Vasco da Gama aonde foi anunciado pela diretoria como o novo reforço do clube carioca, sua estreia ocorreu no jogo contra o Palmeiras pela Sul-Americana, foi o substituto de Dedé que estava na Seleção Brasileira. Após a saída de Anderson Martins o jogador ganhou a vaga de titular da equipe carioca, mas nunca conseguiu repetir o sucesso do antigo zagueiro titular, e perdeu a vaga de titular para Douglas. Depois da saída de Douglas, voltou a ser titular, mas com a chegada dos zagueiros Cris e Rafael Vaz perdeu a vaga. Após ser rebaixado com o clube para à série B, ficou fora dos planos para 2014. Contudo, em junho do mesmo ano, rescindiu seu contrato, sendo liberado para acertar com outro clube.

### Santa Cruz
Após rescindir o seu contrato com o Vasco, Renato Silva acertou a sua transferência para o Santa Cruz, para a sequência da Série B de 2014. Devido a uma lesão, Renato não atuou pelo Santa Cruz em 2014. Por não ter atuado em 2014 pelo Santa, não teve seu contrato renovado para o próximo ano.

### Metropolitano
Em junho de 2015, foi anunciado pelo Metropolitano (SC), como novo reforço para a disputa do Campeonato Brasileiro de Futebol de 2015 - Série D.

### Boavista
Em dezembro de 2016, num pacotão de reforços do Boavista, Renato Silva está na lista de reforços para o Campeonato Carioca de 2017.

### Perilima
Em 12 de dezembro de 2018, foi anunciado como grande reforço do Perilima, para a disputa do Paraibano de 2019.

## Títulos
Goiás
- Campeonato Goiano: 2002 e 2003
- Copa Centro-Oeste: 2002

Flamengo
- Copa do Brasil: 2006

Fluminense
- Copa do Brasil: 2007

Botafogo
- Taça Rio: 2008

Vasco da Gama
- Copa do Brasil: 2011

Boa Vista
- Copa Rio: 2017

Seleção Brasileira
- Copa do Mundo Sub-20: 2003